# Paranomus abrotanifolius
Paranomus abrotanifolius är en tvåhjärtbladig växtart som beskrevs av Richard Anthony Salisbury och Joseph Knight. Paranomus abrotanifolius ingår i släktet Paranomus och familjen Proteaceae. Inga underarter finns listade i Catalogue of Life.